# 파페 보두아

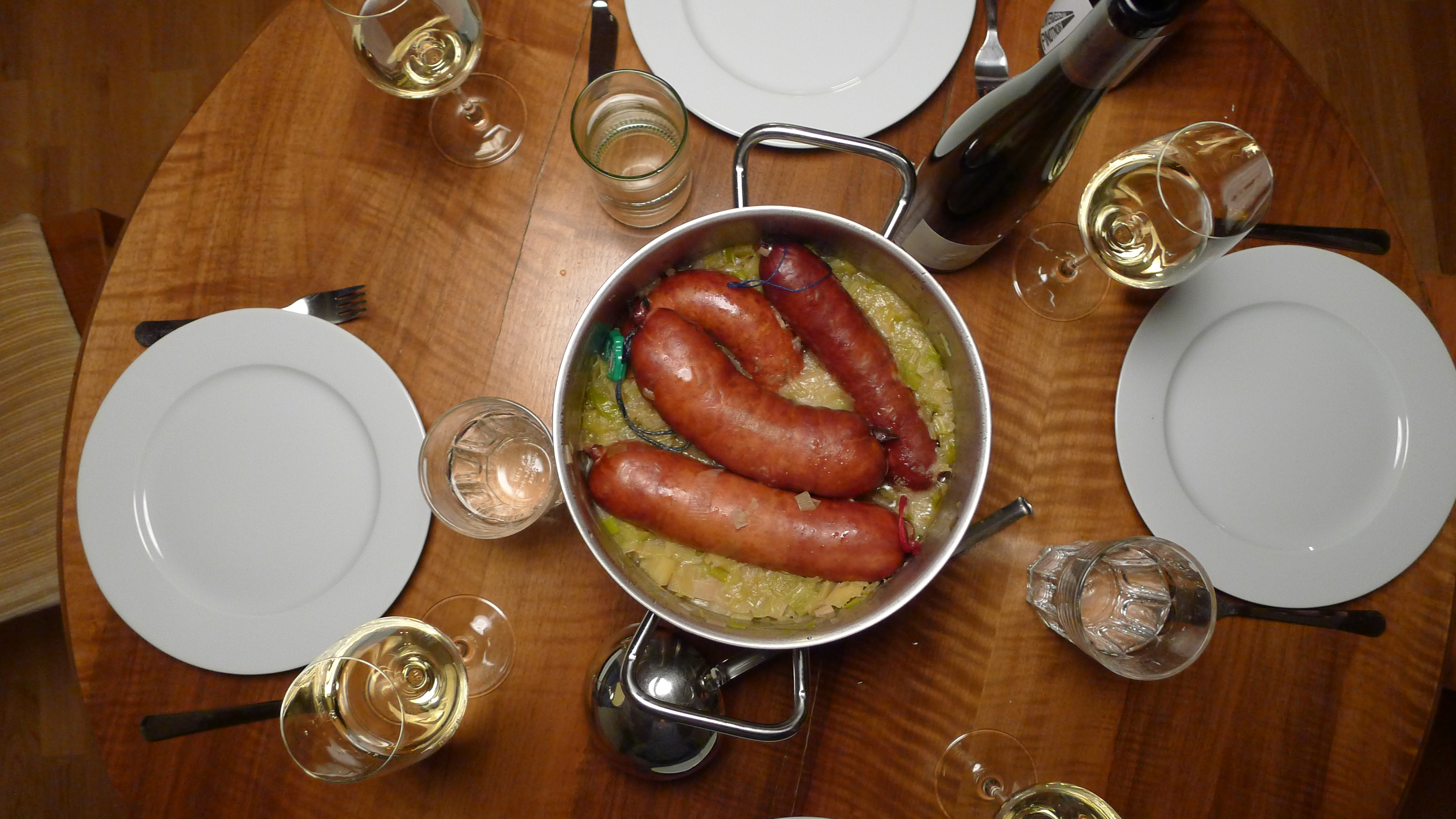
파페 보두아

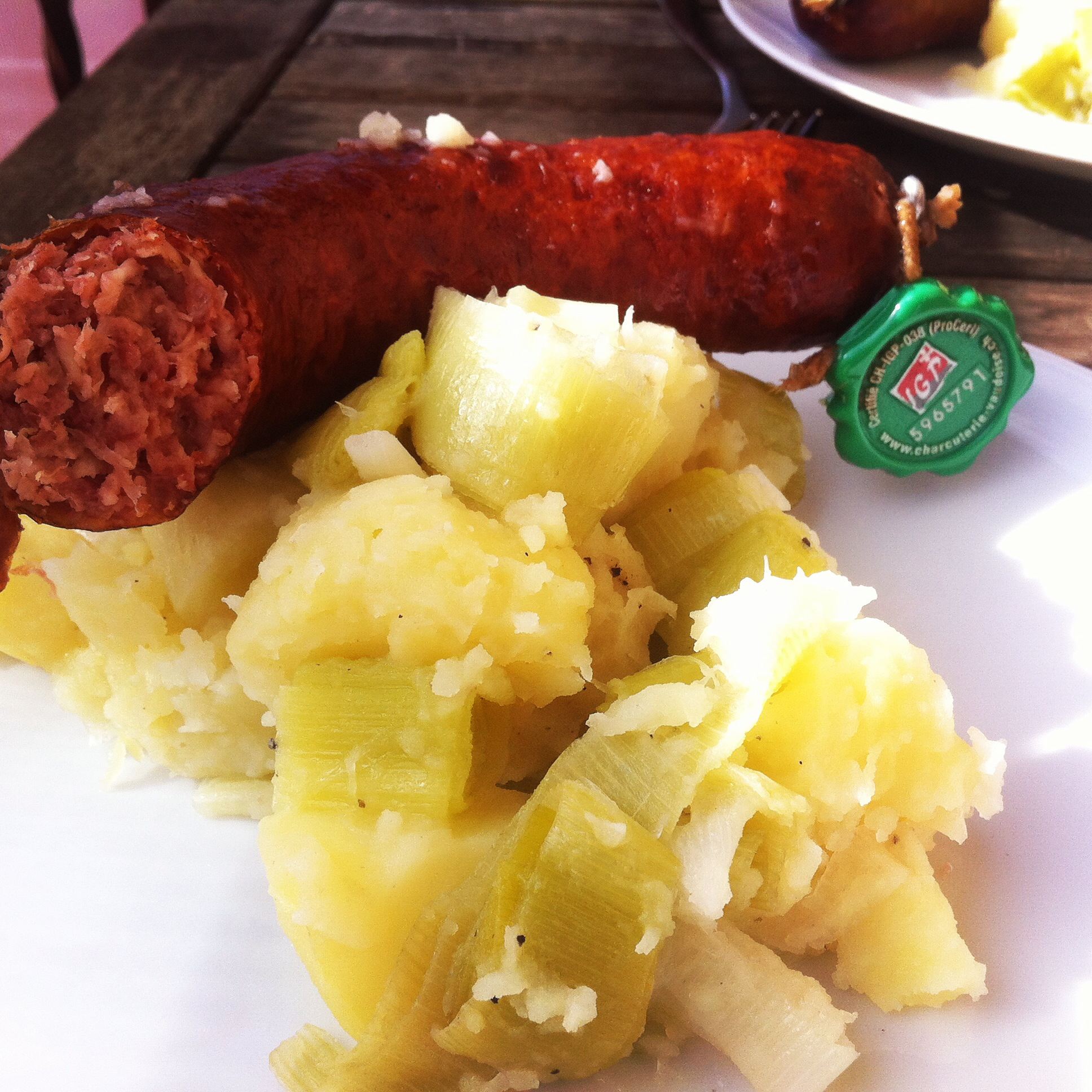
파페 보두아

파페 보두아(Papet Vaudois)는 스위스 보주의 주요 요리다. 기본적으로 리크와 감자로 구성되고 소시지가 따른다. 파페 보두아는 보주의 핵심 요리로 꼽히고, 감자와 리크가 보주의 주 깃발을 구성하는 흰색 및 녹색과 같은 색이다.

## 같이 보기
- 스위스 요리